# 蜷川常勝
蜷川 常勝（にながわ つねかつ、生没年不詳）とは、江戸時代の浮世絵師。

## 来歴
師系・経歴は一切不明。『増訂浮世絵』によれば、「日本繪清和堂蜷川常勝と署名した懐月堂風の一人立の美人画」があり、「元文寛保頃のもの」とするが、この絵については現在消息不明である。ただし『増訂浮世絵』が記すものとは違うと見られる「蜷川常勝」筆の「立美人図」が、兵庫県たつの市に伝わっている。『浮世絵師人名辞書』にも名が見え、「長春の風に似たり」とある。「蜷川」を称するが蜷川氏と関わりがある人物だったかどうかも不明であり、その名もどう読むべきかわからない。

## 作品
- 「立美人図」　紙本著色1幅　個人蔵　※款記「日本繪蜷川常勝圖」/「藤原」白文印。97.1x44.4cm[1]